# Primeira Divisão 1967-68
La Primeira Divisão 1967/68 fue la 34.ª edición de la máxima categoría de fútbol en Portugal. Benfica ganó su 16° título. El goleador fue Eusébio del Benfica con 43 goles.

## Tabla de posiciones
| Pos | Equipo               | PJ | PG | PE | PP | GF | GC | Pts |                               |
| --- | -------------------- | -- | -- | -- | -- | -- | -- | --- | ----------------------------- |
| 1   | Benfica              | 26 | 18 | 5  | 3  | 75 | 19 | 41  | Copa de Campeones de Europa   |
| 2   | Sporting de Portugal | 26 | 17 | 3  | 6  | 48 | 24 | 37  | Copa de Ferias                |
| 3   | Porto                | 26 | 16 | 4  | 6  | 60 | 24 | 36  | Recopa de Europa              |
| 4   | Académica de Coimbra | 26 | 15 | 5  | 6  | 53 | 24 | 35  | Copa de Ferias                |
| 5   | Vitória de Setúbal   | 26 | 14 | 6  | 6  | 43 | 20 | 34  | Copa de Ferias                |
| 6   | Vitória de Guimarães | 26 | 12 | 3  | 11 | 31 | 34 | 27  |                               |
| 7   | Belenenses           | 26 | 10 | 5  | 11 | 38 | 40 | 25  |                               |
| 8   | Leixões              | 26 | 10 | 4  | 12 | 29 | 39 | 24  | Copa de Ferias                |
| 9   | Braga                | 26 | 9  | 3  | 14 | 29 | 48 | 21  |                               |
| 10  | Sanjoanense          | 26 | 7  | 7  | 12 | 22 | 40 | 21  |                               |
| 11  | GD CUF               | 26 | 7  | 7  | 12 | 28 | 37 | 21  |                               |
| 12  | Varzim               | 26 | 7  | 3  | 16 | 27 | 50 | 17  |                               |
| 13  | Tirsense             | 26 | 5  | 5  | 16 | 17 | 53 | 15  | Descenso a la Segunda Divisão |
| 14  | Barreirense          | 26 | 3  | 4  | 19 | 24 | 72 | 10  | Descenso a la Segunda Divisão |

|                               |
| Campeón SL Benfica 16° título |